# Куакарі
Куакарі (перс. كواكري) — село в Ірані, у дегестані Сахелі-є-Джукандан, у Центральному бахші, шагрестані Талеш остану Ґілян. За даними перепису 2006 року, його населення становило 286 осіб, що проживали у складі 75 сімей.

## Клімат
Середня річна температура становить 14,05 °C, середня максимальна – 27,17 °C, а середня мінімальна – -0,70 °C. Середня річна кількість опадів – 763 мм.
| Клімат поселення                              | Клімат поселення | Клімат поселення | Клімат поселення | Клімат поселення | Клімат поселення | Клімат поселення | Клімат поселення | Клімат поселення | Клімат поселення | Клімат поселення | Клімат поселення | Клімат поселення | Клімат поселення |
| Показник                                      | Січ.             | Лют.             | Бер.             | Квіт.            | Трав.            | Черв.            | Лип.             | Серп.            | Вер.             | Жовт.            | Лист.            | Груд.            |                  |
| Середній максимум, °C                         | 8,99             | 9,87             | 12,08            | 17,61            | 22,38            | 24,95            | 27,17            | 26,96            | 24,24            | 20,54            | 15,72            | 11,56            |                  |
| Середня температура, °C                       | 4,14             | 5,04             | 7,24             | 12,79            | 17,52            | 20,11            | 23,11            | 22,88            | 20,17            | 16,48            | 11,66            | 7,49             |                  |
| Середній мінімум, °C                          | −0,7             | 0,20             | 2,39             | 7,93             | 12,69            | 15,28            | 19,05            | 18,84            | 16,11            | 12,42            | 7,60             | 3,43             |                  |
| Норма опадів, мм                              | 72               | 63               | 67               | 53               | 39               | 25               | 10               | 33               | 82               | 123              | 93               | 103              |                  |
| Середньомісячна швидкість вітру, м/с          | 2.30             | 2.40             | 2.40             | 2.36             | 2.36             | 2.60             | 2.60             | 2.40             | 2.20             | 2.05             | 1.97             | 2.10             |                  |
| Середньомісячна сонячна радіація, кДж/м²·день | 6802             | 9099             | 11223            | 15859            | 20169            | 22915            | 23835            | 20206            | 16378            | 11142            | 8408             | 6410             |                  |
| --------------------------------------------- | ---------------- | ---------------- | ---------------- | ---------------- | ---------------- | ---------------- | ---------------- | ---------------- | ---------------- | ---------------- | ---------------- | ---------------- | ---------------- |
| Джерело:                                      |                  |                  |                  |                  |                  |                  |                  |                  |                  |                  |                  |                  |                  |